# Atholus infirmus
Atholus infirmus är en skalbaggsart som först beskrevs av Schmidt 1889.  Atholus infirmus ingår i släktet Atholus och familjen stumpbaggar. Inga underarter finns listade i Catalogue of Life.